# Stefano Allievi

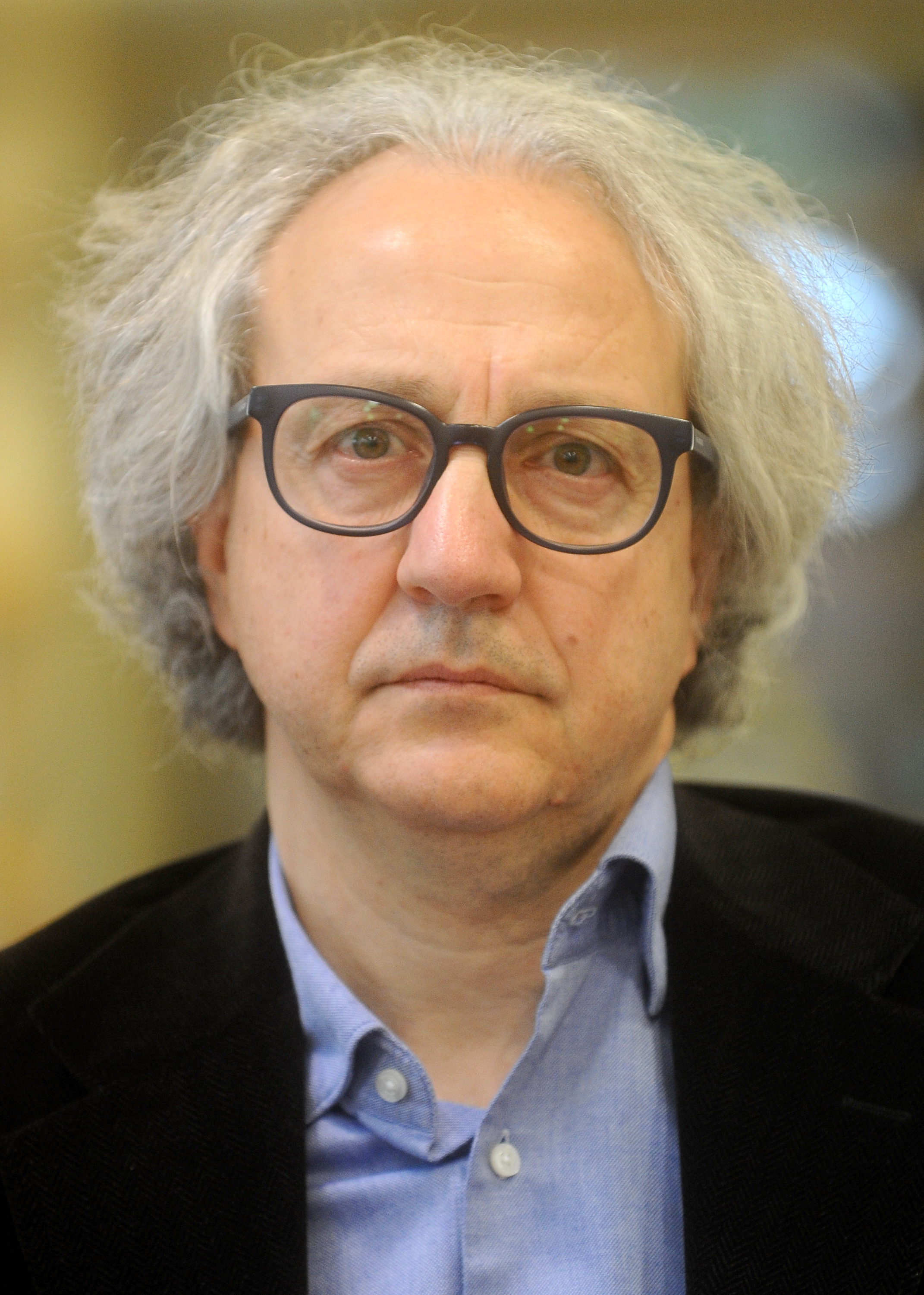
Stefano Allievi al Festival dell'Economia di Trento nel 2016

Stefano Allievi (Milano, 29 dicembre 1958) è un sociologo italiano.

## Biografia
Dal 1981 ha cominciato a lavorare come giornalista professionista (gruppo Rizzoli, Il Lavoro, L'Europeo), e successivamente come operatore sociale e sindacale, portando a termine in questa veste le sue prime ricerche e pubblicazioni. Successivamente si è dedicato all'attività accademica, alla quale affianca ancora quella di editorialista e commentatore di attualità sociale e politica.
Si laurea in Scienze Politiche nel 1992 all'Università degli Studi di Milano, e ottiene il dottorato in Sociologia e Ricerca Sociale all'Università degli Studi di Trento nel 1997 (tesi su "Le conversioni all'islam. Percorsi tra culture"). Dall'anno successivo lavora a Padova, prima come ricercatore e oggi come professore ordinario di Sociologia. È stato presidente del corso di laurea magistrale in Sociologia, co-ideatore e primo presidente del corso di laurea magistrale in Culture, formazione e società globale, nonché primo presidente del corso di laurea magistrale in Pluralismo sociale, mutamento culturale e migrazioni, da lui progettato, all’interno del quale tiene un insegnamento di "Pluralismo sociale e conflitti culturali". Dal 2015 è stato direttore del Master sull’Islam in Europa dell’Università degli Studi di Padova, dal 2017 del Master in Religions, Politics and Citizenship, in collaborazione con l'Instituto de Investigaciones y Estudios superiores de Granada, e dal 2021 dell'International Master in Religions, Politics and Global Society, in collaborazione con l'Université Internationale de Rabat (erogato in inglese e in arabo). Ha insegnato anche presso il Master in Bioetica di Padova e presso l'Istituto Alti Studi per la Difesa. Da gennaio 2016 è membro del Consiglio per le relazioni con l’islam italiano presso il Ministero dell’Interno. Nel 2016-2017 è stato membro della Commissione di studio sul jihadismo e la prevenzione della radicalizzazione presso la Presidenza del consiglio dei ministri.
Al centro della sua ricerca lo studio dei fenomeni migratori, la sociologia delle religioni, e gli studi sul mutamento culturale in Europa, con particolare attenzione al pluralismo religioso, e alla presenza dell'islam in Europa. È molto attivo nei network di ricerca internazionali su questi temi, e ha pubblicato estensivamente in inglese, mentre alcuni suoi testi sono tradotti in varie altre lingue occidentali (francese, tedesco, spagnolo), in arabo e in turco.
Dal 2001 al 2007 è stato Segretario della sezione Sociologia della Religione dell'Associazione Italiana di Sociologia (AIS).
È membro fondatore di FIDR (International Forum for Democracy & Religions) e Eurislam.
È parte del comitato scientifico dello Yearbook on the Sociology of Islam, e delle riviste Religioni e Società e Africa e Mediterraneo, oltre che del Festival Vicino/Lontano di Udine.
Al di là degli impegni accademici, svolge un’ampia attività di divulgazione e di animazione sociale e culturale: collaborando a numerosi quotidiani e riviste, e con un'intensa attività di conferenziere e performer, portando in festival e teatri conferenze-spettacolo tratte dai suoi libri: Spaesati. Del migrare e di migranti, con musica dal vivo di Erica Boschiero (voce e chitarra) e Sergio Marchesini (fisarmonica) nel 2018; Di acqua e di terra. Migrazioni e altri movimenti  nel 2019 e Ri/partire. L'Italia dopo il coronavirus nel 2020, entrambi costruiti in collaborazione con "Fabrica"; Jazz society. La società plurale spiegata con il jazz nel 2022, con Sergio Marchesini (fisarmonica) e Franco Nesti (voce e contrabbasso); Jazz for democracy. Parole e musica per 'fare' società, con il duo Spiritus Spiritus  (Francesco D'Auria alle percussioni e Tino Tracanna ai sax) e Michel Godard (tuba, serpentone e basso) - https://stefanoallievi.it/dal-vivo/. Coltiva in parallelo una passione di lungo corso per la poesia, attraverso pubblicazioni e incontri sul tema (bio aggiornata in https://stefanoallievi.it/cv/)  

## Premi e riconoscimenti
- 2000 - Premio Pozzale Luigi Russo[2]
- 2000 - Premio Feudo di Maida[3]

## Pubblicazioni
- Diversità e convivenza. Le conseguenze culturali delle migrazioni, Roma, Laterza, 2025
- Governare le migrazioni, Roma, Laterza, 2023
- Il sesto continente. Le migrazioni tra natura e società, biodiversità e pluralismo culturale (con P. Vineis e G. Bernardi), Sansepolcro (AR), Aboca, 2023
- Dizionario del Nordest. Contributi per l'analisi di un immaginario, Monticello Colle Otto (VI), Ronzani, 2023
- Torneremo a percorrere le strade del mondo. Breve saggio sull'umanità in movimento, Torino, UTET, 2021
- La spirale del sottosviluppo. Perché (così) l'Italia non ha futuro, Roma, Laterza, 2020
- 5 cose che tutti dovremmo sapere sull'immigrazione (e una da fare), Roma, Laterza, 2018
- Punti di vista. Sociologia delle cose, e di altre cose, Monticello Colle Otto (VI), Ronzani, 2018 (poesie)
- Immigrazione. Cambiare tutto, Roma, Laterza, 2018
- Il burkini come metafora. Conflitti simbolici sull'islam in Europa, Roma, Castelvecchi, 2017
- Conversioni: verso un nuovo modo di credere? Europa, pluralismo, islam, Napoli, Guida, 2017
- Nel mondo dei qualsiasi, San Cesario di Lecce (LE), Manni, 2016 (poesie)
- "A Dio appartengono i nomi più belli”. Come pregano i musulmani, Bologna, EDB, 2016
- Tutto quello che non vi hanno mai detto sull’immigrazione (con G. Dalla Zuanna), Roma, Laterza, 2016
- Chi ha ucciso il PD (e cosa si può fare per salvare quel che ne resta), Milano, Mimesis, 2013
- Ma la moschea no. I conflitti sui luoghi di culto islamici, dall'Europa al Nordest, Padova, Le Gru, 2012
- Pubblico e privato. Poesie civili e incivili, Padova, Le Gru, 2012 (poesie)
- Il giorno dopo. Poesie, Padova, Le Gru, 2012 (poesie)
- Avrupa'da Müslüman Öznenin Üretimi: Fikirler, Bilinçler, Örnekler, (translation of Producing Islamic Knowledge), Istanbul, Iletisim, 2012
- Producing Islamic Knowledge. Transmission and dissemination in Western Europe (eds. M. Van Bruinessen and S. Allievi), London-New York, Routledge, 2011
- La guerra delle moschee. L'Europa e la sfida del pluralismo religioso, Venezia, Marsilio, 2010
- Al-Islâm al-Itâlî. Rihla(t) fî waqâ'i' al-diyâna al-thâniya, (translation of Islam italiano), Abu Dhabi, Kalima, 2010, pp. 279
- Mosques of Europe. Why a solution has become a problem (ed.), London, Alliance Publishing Trust / Network of European foundations, 2010
- Conflicts over Mosques in Europe. Policy issues and trends, London, Alliance Publishing Trust / Network of European Foundations, 2009
- I musulmani e la società italiana. Percezioni reciproche, conflitti culturali, trasformazioni sociali (ed.), Milano, Franco Angeli, 2009
- Le trappole dell'immaginario: islam e occidente, Udine, Forum, 2007
- Niente di personale, signora Fallaci. Una trilogia alternativa, Reggio Emilia, Aliberti, 2006
- Pluralismo, Bologna, EMI, 2006
- Ragioni senza forza, forze senza ragione. Una risposta a Oriana Fallaci, Bologna, EMI, 2004
- Muslims in the Enlarged Europe (eds. B. Maréchal, S. Allievi, F. Dassetto, J. Nielsen), Leiden-Boston, Brill, 2003
- Islam italiano. Viaggio nella seconda religione del paese, Torino, Einaudi, 2003
- Salute e salvezza. Le religioni di fronte alla nascita, alla malattia e alla morte, Bologna, EDB, 2003
- Muslim Networks and Transnational Communities in and across Europe (eds. S. Allievi and J. Nielsen), Leiden-Boston, Brill, 2003
- Donne e religioni. Il valore delle differenze (ed.), Bologna, EMI, 2002
- Musulmani d'occidente. Tendenze dell'islam europeo, Roma, Carocci, 2002 (new edition 2005)
- Un Dio al plurale. Presenze religiose in Italia, Bologna, EDB, 2001 (con G. Guizzardi e C. Prandi)
- La tentazione della guerra. Dopo l'attacco al World Trade Center: a proposito di Occidente, islam e altri frammenti di conflitto fra culture, Milano, Zelig, 2001, pp. 190
- Nouveaux protagonistes de l'islam européen. Naissance d'une culture euro-islamique? Le rôle des convertis, European University Institute, Working Papers, n.18, 2000, pp. 35
- Il libro e la spada. La sfida dei fondamentalismi, Torino, Claudiana, 2000, pp. 205 (con D. Bidussa e P. Naso)
- Conversions à l'islam en Europe / Conversions to Islam in Europe, Social Compass, SAGE Publications, vol.46, n.3, pp. 243–362 (monographic issue, ed. with F. Dassetto)
- I nuovi musulmani. I convertiti all'islam, Edizioni Lavoro, Roma, 1999, pp. 296
- Islamica. Un itinerario bibliografico alla scoperta dell'Islam, Biblioteca comunale, Carpi, 1999, pp. 44 (edizione riveduta e aggiornata 2002)
- Les convertis à l'islam. Les nouveaux musulmans d'Europe, L'Harmattan, Paris, 1998, pp. 383
- L'occidente di fronte all'islam  (ed.), Franco Angeli, Milano, 1996, pp. 224
- Il libro dell'altro. Il Vangelo secondo lo straniero, EDB, Bologna, 1995, pp. 132
- Il ritorno dell'islam. I musulmani in Italia, Edizioni Lavoro, Roma, 1993, pp. 295 (con F. Dassetto)
- Le parole della Lega, Garzanti, Milano, 1992, pp. 115
- Médias et minorités ethniques. Le cas de la guerre du Golfe, Academia-Sybidi, Louvain-la-Neuve, 1992, pp. 166 (con A. Bastenier, A. Battegay e A. Boubeker)
- La sfida dell'immigrazione , EMI, Bologna, 1991, pp. 170

## Conferenze-spettacolo
- Di acqua e di terra. Migrazioni e altri movimenti, tratto da Immigrazione. Cambiare tutto (Laterza, 2018), Torneremo a percorrere le strade del mondo (UTET, 2021), Governare le migrazioni (Laterza, 2023), Diversità e convivenza (Laterza, 2025), con un apparato audiovisuale approntato da un gruppo internazionale di giovani artisti di “Fabrica”, il centro di ricerca sulla comunicazione creato da Benetton e diretto da Oliviero Toscani
- Ri/partire. L'Italia dopo il coronavirus, tratto da La spirale del sottosviluppo. Perché (così) l’Italia non ha futuro (Laterza, 2020), con apparato audiovisuale a cura di “Fabrica”
- Spaesati. Del migrare e di migranti, lezione-concerto tratta dai testi dell'autore sull'immigrazione, messi in dialogo con canzoni originali, musica etnica e canti tradizionali dell’emigrazione italiana, con Erica Boschiero (chitarra e voce) e Sergio Marchesini (fisarmonica e tastiere)
- Jazz society. La società plurale spiegata con il jazz, lezione-concerto tratta da un testo originale, con canzoni, blues e standard che hanno fatto la storia del jazz, con Sergio Marchesini (fisarmonica) e Franco Nesti (voce e contrabbasso)
- Jazz for democracy. Parole e musica per 'fare' società, con il duo Spiritus Spiritus (Francesco D'Auria alle percussioni e Tino Tracanna ai sax), special guest Michel Godard (tuba, serpentone e basso) e loro musiche originali